# Acadèmia de Ciències de Cuba
L'Acadèmia de Ciències de Cuba (Academia de Ciencias de Cuba) és una institució oficial de la República de Cuba, que té un caràcter independent i consultiu en matèria científica i ambiental, la seva seu està situada al majestuós edifici del Capitoli, a l'Havana, capital del país. Fins al 2009 comptava amb 253 membres plens.

## Història
La primera Acadèmia de Ciències de Cuba va ser fundada per decret de la Reina Isabel II d'Espanya el 19 de maig de 1861, com la Reial Acadèmia de Ciències Mèdiques, Físiques i Naturals de l'Havana. La seva seu original ocupa actualment el Museu Històric de Ciències de Carlos J. Finlay
La primera acadèmia fundada a Cuba es va crear el 19 de maig de 1861, quan regnava Isabel II i sent Domingo Dulce Capità General de l'illa, amb el nom de Reial Acadèmia de Ciències Mèdiques, Físiques i Naturals de l'Havana. La seva seu original ocupa actualment el Museu Històric de Ciències de Carlos J. Finlay. En passar Cuba a mans nord-americanes el 1899, l'acadèmia perd el qualificatiu de Reial. El 19 de març de 1923, durant un acte d'homenatge a l'activista feminista uruguaiana Paulina Luisi, va tenir lloc l'anomenada Protesta de los Trece, en la qual un grup de tretze joves intel·lectuals van protestar per la corrupció del govern del President Alfredo de Zayas. El 1959 triomfa la Revolució cubana, i es crea el 1962 la Comissió Nacional per a l'Acadèmia de Ciències de Cuba, amb el que adquireix un caràcter nacional, ja que amb anterioritat la major part del seu treball es desenvolupava solament a la capital.
El 1976 en proclamar-se la Constitució Socialista, l'acadèmia va quedar establerta com un organisme administratiu amb caràcter d'Institut Nacional, el 1980 adquireix caràcter ministerial. El 1994 a causa del procés de reorganització ministerial donat a Cuba producte de la crisi de 1990, la institució passa a formar part del Ministeri de Ciència, Tecnologia i Medi ambient. El 1996 s'estableix una diferenciació especial per a l'acadèmia donant-li un sistema selectiu per escollir als millors científics de l'illa.
Durant les últimes dècades, l'Acadèmia de Ciències de Cuba ha treballat amb la Smithsonian Institution dels Estats Units en els intercanvis científics malgrat les desgastades relacions polítiques entre els dos estats.

## Objectius actuals
L'acadèmia té diversos objectius primordials dins del desenvolupament econòmic de la nació, com són: contribuir amb la divulgació científica nacional i internacionalment, valorar la recerca científica i ajudar a la protecció del medi ambient.